# المزدوج (فلم 2013)
المُزدَوَج (بالإنجليزية: The Double) هوَ فيلمُ دراما وكوميديا سوداء بريطانيّ مُستَقِل من إخراجِ ريتشارد أيواد وبُطولة جيسي آدم آيزينبيرغ وميا واسيكوسكا أُنتِجَ في 2013 وعُرِضَ لأوّلِ مرّة بتاريخ 7 سبتمبر 2013 خِلالَ مهرجان تورونتو السينمائي الدولي. الفيلمُ مَبنيٌّ على روايةٍ تَحمِلُ نَفسَ الاسم من تأليف فيودور دوستويفسكي ويَحكي عن رَجُلٍ يُلاقي شَبيهَهُ الذي تختَلِفُ صِفاتُه عن شَخصيَّته بشكلٍ كامِل.

## القصّة
يحكي الفلم عن شابٌ خجولٌ اسمه سيمون يسعى لإثبات نفسه في عالمٍ ينظر إليه كنكرة. علاوة على ذلك تواجهه سيمون عدة مشاكل يشعر أمامها بالعجز. مع الوقت تتفاقم تلك المشاكل بظهور زميله الجديد بالعمل (جيمس)، وهو النقيض لسيمون بالرغم من التشابه الجسماني بينهما، حيث أن جيمس يتميز بجاذبيته للنساء إلى جانب كونه محبوبًا ومتفوقًا في عمله؛ مما يقضي على أي فرصة لسيمون في النجاح.

## طاقَم العَمَل
- جيسي آدم آيزينبيرغ بدور سايمون جيمس / جيمس سايمون.
- ميا واسيكوسكا بدور هانا.
- والاس شون بدور السيد بابادوبلوس.
- نوح تايلور بدور هاريس.
- ياسمين باجي بدور ميلني بابادوبلوس.
- كاثي موميرتي بدور كيكي.
- فيليس سمرفيل بدور والدة سايمون.

## الإصدار
عُرِض الفيلم لاوّل مرة في مَهرجان تورونتو السينمائي الدولي بتاريخ 7 سبتمبر 2013. وفي أكتوبر 2013 أُعلِنَ أنّ Magnolia Pictures قد حَصَلت على حقوقِ توزيع الفيلم في الولايات المُتحدة. وقد افتُتِحَ الفيلم في دورِي عرض في الولايات المُتحدة بدايةً وحقّق 14 ألف دولار في الأسبوعِ الأوّل، ثُمّ اقتُتِح في باقي دورِ العَرض وحقّق 1,452,099 دولار حولَ العالم.

## آراءُ النُقّاد
رُغمَ عَدَمِ شُهرة الفيلم في الوَسط الجماهيري بيدَ أنّه حقّق نَقدَاً إيجابيّاً غالِباً، حيثُ أنّه أُعطِيَ دَرجة 82% في مَوقِع الطماطم الفاسدة بناءً على 117 تقييماً وقد وُصِفَ بأنّه: «قاتِمٌ بِشكلٍ مُثير، قدّمَ جيسي آدم دوراً مُقنِعاً للغاية بينَما ظَهَرت موهِبةُ المُخرِج ريتشارد الاستثنائيّة.» وقد حَصَل الفيلم على دَرجة 6.6 في موقع IMDb.

## روابط خارجية
- مقالات تستعمل روابط فنية بلا صلة مع ويكي بيانات